# Epiphragma (Eupolyphragma) riveranum
Epiphragma (Eupolyphragma) riveranum is een tweevleugelige uit de familie steltmuggen (Limoniidae). De soort komt voor in het Oriëntaals gebied.